# Дак-Валли
Дак-Валли (англ. Duck Valley Indian Reservation) — индейская резервация, расположенная в южной части штата Айдахо и на севере штата Невада, США.

## История
Шошоны и пайюты до прихода европейцев занимали обширные территории на юге Айдахо, востоке Орегона и большей части Невады. С появлением белых ситуация быстро изменилась. Индейцы потеряли землю и ресурсы и были вынуждены заключить договора с американскими властями, некоторые из которых были ратифицированы, а другие нет.
16 апреля 1877 года президент США Ратерфорд Бёрчард Хейс своим указом учредил резервацию Дак-Валли для групп западных шошонов и северных пайютов, куда позднее поселии часть северных шошонов из племени шевоки, которые отказались переезжать в Форт-Холл. В 1878 году произошло восстание банноков, к которым присоединились северные пайюты и северные шошоны. После капитуляции индейцев, часть восставших северных пайютов разместили в Дак-Валли, и президент Гровер Кливленд расширил резервацию своим указом от 4 мая 1886 года. Местные поселенцы и некоторые политики пытались заставить индейцев покинуть ценные земли в Дак-Валли в 1884 году, предложив им присоединиться к своим родственникам, северным шошонам и баннокам в резервации Форт-Холл. Вожди племён успешно сопротивлялись попыткам быть вытесненными со своих земель и остались в Дак-Валли.
1 июля 1910 года президент Уильям Говард Тафт своим указом  расширил резервацию до её нынешней территории. Если многие индейские резервации только уменьшались в размерах со времени создания, то Дак-Валли увеличивалась — этому способствовали два указа федерального правительства США.
С 1884 по 1911 год в резервации действовала школа-интернат. Позднее школы действовали в трёх отдельных местах в Дак-Валли. В 1931 году дневные школы были закрыты, и все ученики стали посещать школу Суэйна, которая была построена в Овайхи. В 1976 году в Овайхи было завершено строительство современного медицинского учреждения, а в XXI веке был открыт центр для прохождения общеобразовательных курсов и получения высшего образования.

## География
Резервация расположена на территории пустыни Большого Бассейна на западе США, на границе двух штатов — Айдахо и Невады. Дак-Валли имеет форму квадрата и почти поровну разделена по площади между двумя штатами: северная часть (50,2 %) находится в округе Овайхи, Айдахо; а южная (49,8 %) — в округе Элко, Невада. Основная река резервации — Овайхи, протекает с юга-востока на северо-запад.
Общая площадь Дак-Валли составляет 1 172,231 км², из них 1 166,983 км² приходится на сушу и 5,248 км² — на воду. Административным центром резервации является статистически обособленная местность Овайхи, которая находится почти на равном расстоянии от двух ближайших крупных городов: в 158 км к северу от Элко, Невада, столицы округа с таким же названием, и в 156 км к югу от Маунтин-Хоума, Айдахо
.

## Демография
По данным переписи 2000 года, постоянное население резервации составляло 1 265 человек, более 80 % из которых проживали на территории штата Невада. Единственным значительным поселением в Дак-Валли является статистически обособленная местность Овайхи, расположенная в Неваде на высоте 1650 метров над уровнем моря.
По данным федеральной переписи населения 2010 года, в резервации проживало 1 309 человека. Согласно федеральной переписи населения 2020 года в резервации проживало 1 338 человек, насчитывалось 377 домашних хозяйств и 527 жилых домов. Средний возраст, проживающих в Дак-Валли, составлял 37,1 лет. Средний доход на одно домашнее хозяйство в индейской резервации составлял 47 361 доллар США. Около 33 % всего населения находились за чертой бедности, в том числе 29,7 % тех, кому ещё не исполнилось 18 лет, и 35,7 % старше 65 лет.
Расовый состав распределился следующим образом: белые — 59 чел., афроамериканцы — 3 чел., коренные американцы (индейцы США) — 1 217 чел., азиаты — 3 чел., океанийцы — 9 чел., представители других рас — 4 чел., представители двух или более рас — 43 человека; испаноязычные или латиноамериканцы любой расы составили 47 человек. Плотность населения составляла 1,14 чел./км².